# محاصره قلعه کاواگوئه
محاصره قلعه کاواگوئه (به ژاپنی: 河越城の戦い Kawagoe-jyō no tatakai) بخشی از تلاش ناموفق توسط خاندان اوئسوگی برای به دست آوردن مجدد قلعه کاواگوئه، سایتاما از خاندان هوجوی اخیر در دوره دوره سنگوکوی ژاپن بود.